# Операція «Гонтлет»
Операція «Гонтлет» (англ. Operation Gauntlet) — кодове найменування спеціальної операції, що проводилася з 25 серпня до 3 вересня 1941 року силами британських, канадських та норвезьких збройних сил за підтримки кораблів британського флоту на окупованому норвезькому острові Західний Шпіцберген під час Другої світової війни. Основною метою операції було знищення інфраструктури вугільної промисловості та інших важливих об'єктів на острові для недопущення їхньої експлуатації німцями, а також евакуація тамтешнього населення. Операція пройшла вдало без втрат з боку союзників.

## Історія

### Передумови
До початку Другої світової війни на Шпіцбергені працювало близько 3 тисяч шахтарів (2000 радянських у Баренцбурзі та 1000 норвезьких у Лонг'їрі), які видобували там вугілля (близько 700—800 тисяч тонн на рік). Вони продовжували там працювати і після німецького вторгнення до Норвегії в 1940 році, бо в Норвегії влада перейшла до колабораціоністського уряду, а СРСР з Німеччиною на той час не воював. Однак з червня 1941 року, після вторгнення нацистської Німеччини до СРСР, ситуація змінилася. У зв'язку з відсутністю значних військово-морських сил СРСР у Північному Льодовитому океані, відповідальність за цей театр воєнних дій переважно покладалася на Королівський ВМФ Великої Британії.
З 25 липня по 9 серпня 1940 року німецький важкий крейсер «Адмірал Гіппер» відплив з Тронгейма для патрулювання району від Тромсе до Ведмежого острова і Шпіцбергену, намагаючись перехопити британські кораблі, що поверталися з Петсамо, але марно. Британський Воєнний кабінет та Адміралтейство незабаром після вторгнення Німеччини в 1940 році до Норвегії запровадили запобіжні заходи щодо недопущення експорту вугілля Німеччині з норвезького Шпіцбергена. Також вважалося за доцільне ліквідувати на островах радіостанції, які надавали корисну для німецьких кораблів інформацію про погоду для планування та ведення бойових дій. Після початку операції «Барбаросса», вторгнення Німеччини до Радянського Союзу 22 червня 1941 року, можлива окупація Німеччиною островів утворювала серйозну загрозу арктичним комунікаціям та проходженню конвоїв до Північної Росії. 12 липня 1941 року Адміралтейству було наказано зібрати військові кораблі для арктичних дій у кооперації з СРСР, попри заперечення адмірала Джона Тові, командувача Домашнього флоту, який вважав за краще діяти далі на південь, де було більше цілей і краще повітряне покриття.
Контрадмірали Філіп Віан та Джеффрі Майлз полетіли до Полярного на півночі Росії, де Майлз утворив британську військову місію в Москві. Віан повідомив, що Мурманськ знаходиться занадто близько до території, що перебуває під німцями, й що радянська протиповітряна оборона була недостатньою, тому перспективи проведення наступальних дій на німецьке судноплавство в арктичних водах були поганими. Звідсіля Віан вирушив для проведення розвідки на західне узбережжя Шпіцбергену, головного острова архіпелагу Свальбард, розташованого в 450 милях (720 км) від північної Норвегії, щоб оцінити його потенціал як перспективної бази. 27 липня крейсери «Найджерія», «Аврора» та два есмінці вийшли з Ісландії, але Віан встановив, що переваги бази у Шпіцбергені будуть нівельовані тамтешніми суворими погодними умовами та близькістю до німецьких баз у Норвегії. Сили союзників двічі наближалися до норвезького узбережжя і щоразу виявлялися розвідувальним літаком Люфтваффе та змушені були відступити.

### Підготовка
Для проведення операції спочатку було заплановано виділити наземну групу з двох батальйонів, але це було скорочено до одного батальйону після того, як було підтверджено, що німці ще не встали гарнізоном на цій території. Кістяк сухопутного угруповання становили переважно підрозділи 2-ї канадської бригади бригадира А. Е. Поттса і нараховували 46 офіцерів та 599 сержантів і солдатів. Від Норвегії діяли три офіцери та 22 солдати, від Великої Британії британські командос (93 особи № 2, 5, 9 та 12 загонів командос, у тому числі 57 королівських інженерів).

### Операція
19 серпня експедиційна група відпливла від берегів річки Клайд на судні «Імператриця Канади» та зустрівшись з бойовим супроводженням адмірала Віана з крейсерів «Найджерія», «Аврора», есмінців «Ентоні», «Антилопа», «Екліпс», «Тартар» та «Ікарус». 21 серпня кораблі прибули у Хваль-фіорд в Ісландії, щоб заправитися та ввечері вирушили далі. 22 серпня військам було доведено ціль операції.
О 4:30 ранку «Ікарус» висадив передову партію біля радіостанції Кап Лінне біля входу в фіорд, де союзників вітали норвезькі оператори. Великі кораблі увійшли в Ісфіорд, пройшли до Грьонфіорда о 8:00 ранку і кинули якір у радянського гірничого містечка Баренцбург. Поттс вирушив на берег, щоб поспілкуватися з радянською владою щодо залучення населення та його доставки до Архангельська, тоді як канадці поступово займали інші радянські та норвезькі поселення вздовж Ісфіорда.
Евакуація проходила повільніше, ніж планувалося, оскільки радянський консул хотів, щоб радянські машини та майно були завантажені на «Імператрицю Канади», а також особисті речі поселенців. Опівночі 26/27 серпня «Імператриця Канади» під супроводом «Найджерія» та есмінців вирушила до Архангельська. «Аврора» залишилася, щоб охороняти війська, що висадилися та допомагати в евакуації з віддалених населених пунктів. Канадські інженери підпалили близько 450 000 тонн (457 211 т) вугілля, викинутого на шахтах, мазут виливали в море або спалювали, а гірниче обладнання було вилучене або зіпсоване. Увечері 1 вересня «Імператриця Канади» та її супровід повернулися з Архангельська до Зеленої бухти на Шпіцбергені.
Призначений військовим губернатором архіпелагу лейтенант Рагнвальд Тамбер підтримував стабільну роботу радіостанції, регулярно надсилаючи зведення про погоду, за винятком надання фальшивих повідомлень про туман, щоб стримати можливе появлення повітряної розвідки Люфтваффе.
2 вересня близько 800 норвежців сіли на «Імператрицю Канади», як і 186 французьких військовополонених, які втекли з німецького полону та були інтерновані в СРСР до німецького вторгнення. О 10:30 3 вересня, після десятиденної окупації, угруповання флоту союзників з військами та евакуйованими відпливло додому.